# León Esguro
León Esguro (en griego: Λέων Σγουρός, romanizado: Leo Sgouros), latinizado como Leo Sgurus, fue un señor independiente bizantino en la región noreste del Peloponeso a inicios del siglo XIII. Descendiente de la familia magnate Esguro, sucedió a su padre como señor hereditario de la región de Nauplia. Aprovechándose del caos provocado por el saqueo de Constantinopla en la cuarta cruzada, se declaró independiente como uno de los varios gobernantes locales que aparecieron en todo el Imperio bizantino durante los últimos años de la dinastía Ángelo. Expandió sus dominios hasta Corintia y la Grecia Central, y llegó a casarse con la hija del antiguo emperador bizantino Alejo III Ángelo. Sus conquistas, sin embargo, fueron fugaces, pues los cruzados le hicieron retroceder nuevamente al Peloponeso. Sitiado en su fortaleza del Acrocorinto, se suicidó en 1208.

## Biografía

### Ascenso al poder

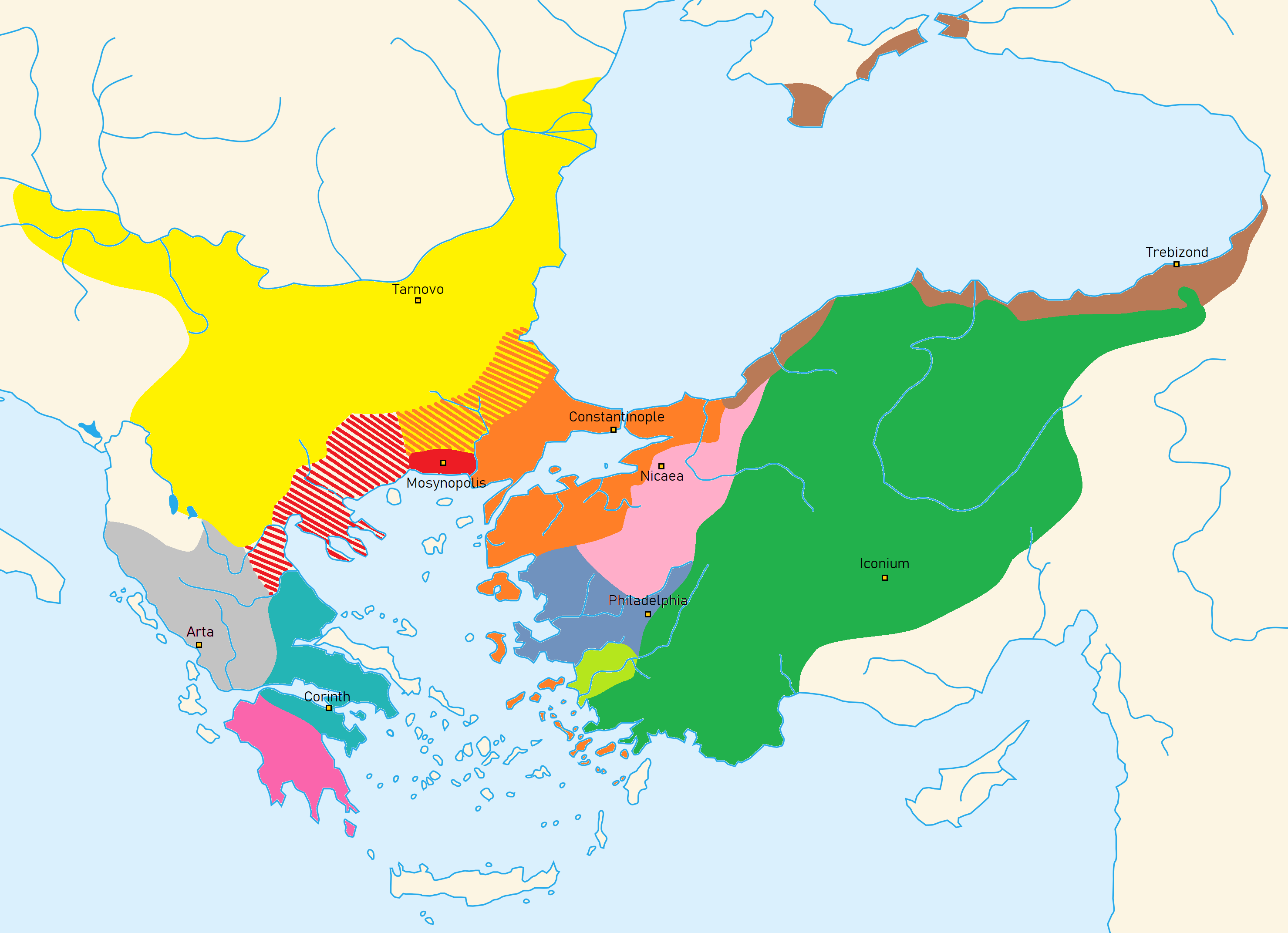
Situación política en el sudeste de Europa y Anatolia a fines de abril de 1204:
Imperio latino
Imperio de Nicea
Imperio de Trebisonda
Imperio de Mosinópolis
Imperio de Filadelfia
Dominio de León Esguro
Frigia
Morea
Epirus y Nicópolis
Segundo Imperio búlgaro
Sultanato de Rum

Mapa medieval del Peloponeso.

León sucedió a su padre Teodoro Esguro en torno al año 1198 como gobernador de la zona de Nauplia y la Argólida, uno de los distritos conocidos como oria, donde cobraba los impuestos y proveía de barcos a la armada bizantina. Alrededor de 1201 o 1202, cuando una rebelión en Tesalia y Macedonia encabezada por Manuel Camitzes y Dobromir Crysós aisló el sur de Grecia de Constantinopla, se produjeron varios disturbios en el Peloponeso: León Camareto tomó posesión de Esparta y Monemvasía sufriendo violentas disputas entre sus principales familias. El propio León Esguro aprovechó la oportunidad y se estableció como un gobernante independiente, capturando las ciudades de Argos y Corinto. Su hostilidad hacia la Iglesia, que en ese momento era vista como la «defensora del orden tradicional», en palabras de Miguel Angold, era profunda: el obispo de Nauplia fue encarcelado, mientras que el obispo de Corinto que había sido invitado a cenar, fue cegado y arrojado a la muerte desde lo más alto del Acrocorinto. De hecho, Esguro generalmente es presentado como un hombre violento: en una carta, Miguel Coniata, el obispo de Atenas, relata cómo Esguro golpeó hasta la muerte a un joven pariente suyo que había sido entregado como rehén únicamente porque este había dejado caer un vaso mientras estaba en su mesa.
El gobierno imperial envió al megaduque Miguel Estrifno para combatirlo. Estrifno pasó el invierno de 1201-02 en Atenas, pero aparentemente no pudo contener el poder de Esguro. Poco después, mientras el gobierno bizantino estaba preocupado por la cuarta cruzada, Esguro lanzó varios ataques navales contra Atenas, teniendo como aliados a los piratas de Salamina y Egina. Coniates apelo a los ministros del emperador, Teodoro Irénico y Constantino Tornicio, pero fue en vano. Al final, se vio obligado a viajar a Constantinopla personalmente a buscar ayuda. Coniata regresó y encontró Atenas aislada de la capital provincial, Tebas, por las tropas de Esguro.
En 1203, mientras Constantinopla estaba siendo amenazada por la cuarta cruzada, y a pesar de los intentos de Coniata, Esguro marchó contra Atenas, afirmando que los habitantes de la ciudad estaban albergando a fugitivos de la justicia. Sus hombres lograron tomar la ciudad, pero los habitantes, liderados por Coniata, continuaron resistiendo en la Acrópolis, a pesar del duro bombardeo de las armas de asedio de León. León dejó de sitiar la Acrópolis y, después de incendiar la ciudad, partió hacia Beocia. Tebas fue invadida y Esguro continuó hacia Tesalia. Cerca de Larisa, se encontró con Alejo III Ángelo, que había huido del ataque de los cruzados en Constantinopla. A cambio de ofrecer protección al emperador fugitivo, recibió la mano en matrimonio de la tercera hija de Alejo, Eudoxia Ángelo (el tercer matrimonio de Eudoxia) y el título de déspota. Esguro estaba progresando bien en su proyecto de formar un Estado independiente en el sur de Grecia, que tenía, con gran probabilidad de convertirse, en palabras del medievalista John Van Antwerp Fine, en un caso duradero, hasta la llegada de los cruzados.

### Derrota y muerte

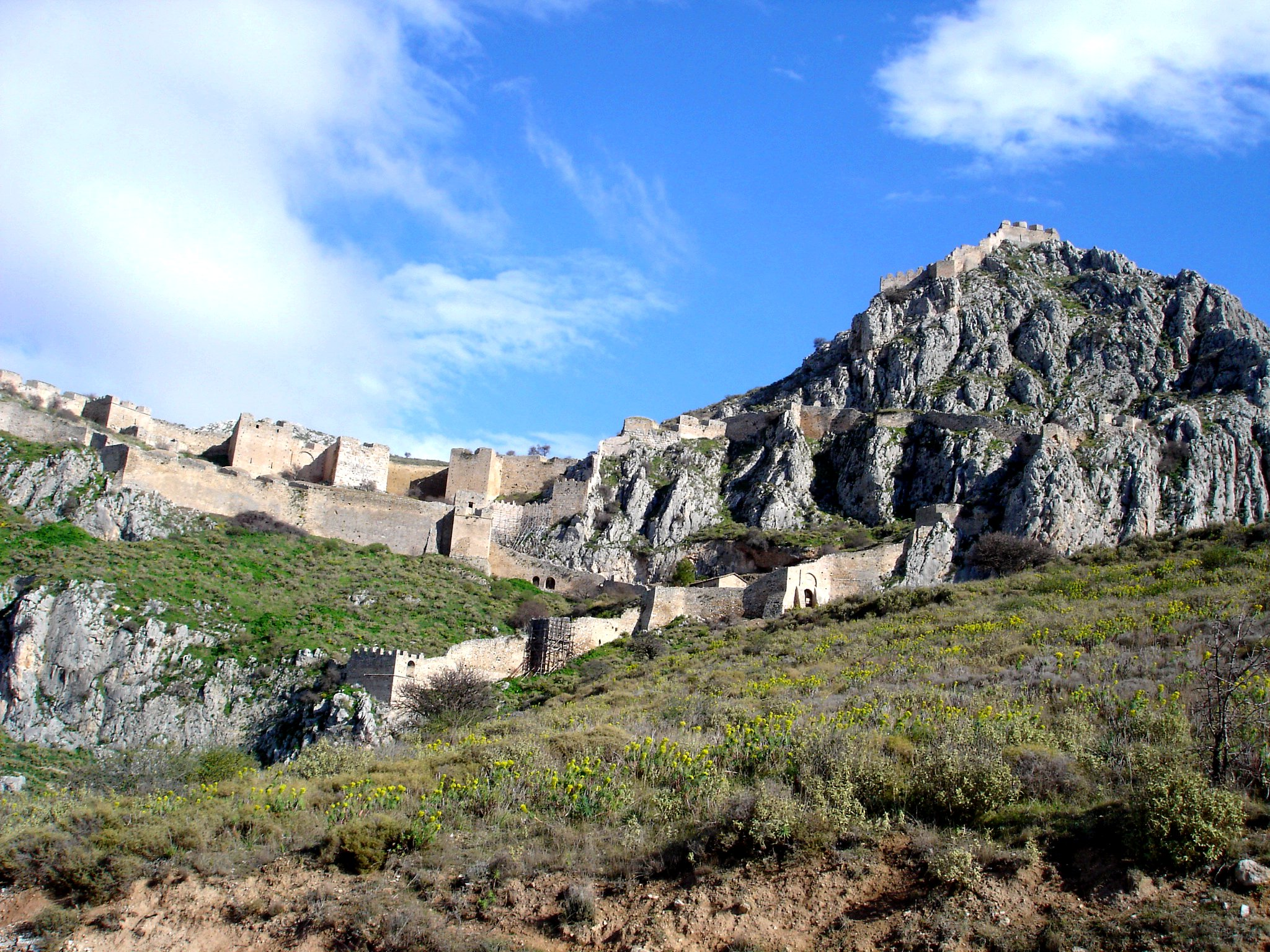
Fortaleza del Acrocorinto.

En el otoño de 1204 los cruzados bajo el mando de Bonifacio de Montferrato marcharon hacia Tesalia y se dirigieron al sur, y Esguro se retiró ante el superior ejército cruzado. En un principio tenía previsto tomar una posición en el paso de las Termópilas, pero finalmente se retiró al Peloponeso, estableciendo una defensa en el istmo de Corinto. El ejército de Bonifacio tomó Beocia y el Ática sin resistencia, y ayudó al bloqueo de Atenas, donde Coniates le entregó la ciudad. El primer asalto de Bonifacio sobre las defensas de Esguro en el istmo fue rechazado, pero el segundo se abrió paso. Para la primavera de 1205 Bonifacio controlaba el noreste del Peloponeso, pero las ciudades fortificadas todavía no habían sido tomadas.
Esguro se retiró y fue sitiado en su fortaleza, la bien fortificada ciudadela del Acrocorinto, en un asedio que duró cinco años. La resistencia de Esguro fue enérgica, con incursiones que hostigaron a los sitiadores. Para forzar el asedio, los francos construyeron dos fuertes, uno en la colina de Pendeskouphi y otro al este, cercano a la ciudadela. Según la leyenda, Esguro finalmente se desesperó y saltó del acantilado en su caballo. La resistencia continuó bajo el mando de un tal Teodoro, pero finalmente la ciudadela cayó en 1210, eliminando uno de los últimos y principales centros de resistencia contra el establecimiento del Principado franco de Acaya.